# NehruvianDOOM
Albums par MF Doom
Key to the Kuffs
(2012) Czarface Meets Metal Face
(2018)
Albums par Bishop Nehru
BrILLiant Youth EP
(2014) Nehruvia: The Nehruvian EP
(2015)
NehruvianDOOM est un album collaboratif de MF Doom et Bishop Nehru, sorti le 7 octobre 2014.
L'album s'est classé 4e au Top Rap Albums, 10e au Top R&B/Hip-Hop Albums, 11e au Top Independent Albums et 59e au Billboard 200.

## Liste des titres
| No | Titre          | Contient un (des) sample(s) de                                                                                          | Durée |
| -- | -------------- | --- | ----- |
| 1. | Intro          | | 1:48  |
| 2. | Om             | Little Twelvetoes de Bob Dorough                                                                                        | 3:01  |
| 3. | Mean the Most  | 78 Rotações de Jards Macalé Little Twelvetoes de Bob Dorough                                                            | 4:54  |
| 4. | So Alone       | | 2:37  |
| 5. | Coming For You | Fo-Ti des Metal Fingers                                                                                                 | 2:49  |
| 6. | Darkness (HBU) | Bergamont des Metal Fingers                                                                                             | 4:16  |
| 7. | Caskets        | Out of Nowhere de Miles Davis et Charlie Parker Stay With Me de Gary Davis I Walk on Gilded Splinters de Johnny Jenkins | 4:51  |
| 8. | Great Things   | | 3:50  |
| 9. | Disastrous     | | 3:03  |

| 10. | They Say Bishy Bish | 4:40 |